# 錢金甫
钱金甫（1638年—1692年），字越江，江南上海籍，华亭人。清朝政治人物。进士出身。

## 生平
康熙十八年（1679年）登进士，榜名金甫，中式后复姓。改庶吉士。同年由户部主事邵延龄荐举博学鸿儒，试列二等，除翰林院编修，历迁侍讲学士，卒于任内。著有《葆素堂稿》。